# Initiative populaire « pour l'interdiction d'exporter du matériel de guerre » (2009)
Cet article concerne l'initiative populaire de 2009. Pour l'initiative homonyme refusée par le peuple en 1997, voir Initiative populaire « pour l'interdiction d'exporter du matériel de guerre » (1997). Pour la liste complète, voir Liste des initiatives populaires en Suisse.
L'initiative populaire « pour l'interdiction d'exporter du matériel de guerre » est une initiative populaire suisse, rejetée par le peuple et les cantons le 29 novembre 2009.

## Contenu
L'initiative propose d'ajouter un article 107a à la Constitution fédérale qui interdit totalement l'exportation, le transit, le courtage et le commerce de matériel de guerre et de biens militaires spéciaux, à l'exception des appareils servant au déminage ainsi que les armes de sport.
Le texte complet de l'initiative peut être consulté sur le site de la Chancellerie fédérale.

## Déroulement

### Contexte historique
Originellement prévu pour octroyer à la Confédération le monopole sur les poudres, l'article 40 de la Constitution est modifié en 1938 lorsque le contre-projet du gouvernement à l'initiative populaire « contre l'industrie privée des armements » est accepté en votation populaire. Cette modification étend les prérogatives de l'État fédéral en lui confiant le contrôle de la fabrication, de l'importation, de la vente et de l'exportation d'armes de guerre.
En 1972 la loi fédérale sur le matériel de guerre qui spécifie que la fabrication et l'exportation du matériel de guerre ne sont autorisés que lorsqu'ils sont « conformes aux règles du droit international public et aux principes de la politique étrangère suisse », est adoptée par le Parlement comme contre-projet indirect à l'initiative populaire « pour le contrôle renforcé des industries d'armement et pour l'interdiction d'exportation d'armes » qui est rejetée en votation.
Une nouvelle initiative populaire, déjà appelée « pour l'interdiction d'exporter du matériel de guerre » est présentée par le Parti socialiste suisse en 1997. Alors que l'initiative est rejetée en votation, le contre-projet indirect présenté par le Conseil fédéral, sous la forme d'une refonte de la loi sur le matériel de guerre est adopté ; la loi inclut dès lors une limitation sur les activités de courtage et de financement, pour lesquels les armes n'entrent physiquement pas sur le territoire suisse, les transferts de technologie et en particulier les fabrications sous licences et enfin l'activité des filiales étrangères d'entreprises suisses. En parallèle, un « Groupement de l'Armement » (GDA) est créé au niveau fédéral pour assurer à la fois une bonne répartition proportionnelle des contrats d'armement dans les cantons et négocier, lors de l'achat d'armement à l'étranger, des mesures compensatoires. Cette mesure a permis, dans les années suivantes, d'assurer le soutien des milieux économiques aux différents programmes d'armement présentés.

### Récolte des signatures et dépôt de l'initiative

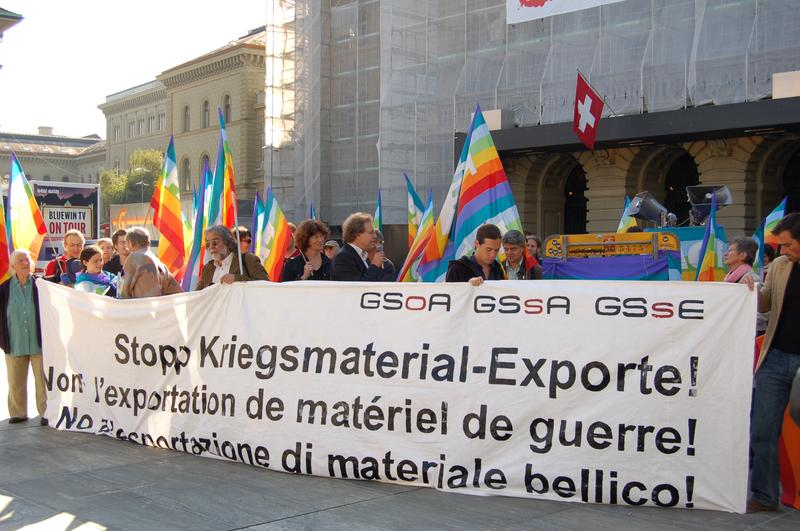
Manifestation de soutien à l'initiative.

La récolte des 100 000 signatures nécessaires a débuté le 27 juin 2006. Le 21 septembre 2007, l'initiative a été déposée à la chancellerie fédérale qui l'a déclarée valide le 5 octobre.

### Discussions et recommandations des autorités
Le parlement et le Conseil fédéral recommandent tous deux le rejet de cette initiative. Dans son message aux Chambres fédérales, le Conseil fédéral reprend les arguments développés lors des votations précédentes sur ce sujet, en particulier dans le domaine économique : sans possibilité d'exporter, l'industrie de l'armement suisse n'aurait aucune chance de survivre ce qui toucherait durement plusieurs régions du pays. De plus, selon ce message, le pays deviendrait totalement dépendant de l'étranger pour assurer sa défense en cas de conflit.
Les recommandations de vote des partis politiques sont les suivantes : 
| Parti politique              | Recommandation  |
| ---------------------------- | --------------- |
| Parti bourgeois-démocratique | non             |
| Parti chrétien-social        | oui             |
| Parti démocrate-chrétien     | non             |
| Parti évangélique            | liberté de vote |
| Parti socialiste             | oui             |
| Parti suisse du travail      | oui             |
| Vert'libéraux                | liberté de vote |
| Les Libéraux-Radicaux        | non             |
| Union démocratique du centre | non             |
| Les Verts                    | oui             |

### Votation
Soumise à la votation le 29 novembre 2009, l'initiative est refusée par la totalité des 20 6/2 cantons et par 68.2% des suffrages exprimés. Le tableau ci-dessous détaille les résultats par cantons pour ce vote :